# Rośliny pojkilohydryczne
Rośliny pojkilohydryczne – rośliny cechujące się zmiennym uwodnieniem organizmów, które zależy i niewiele różni się od nawodnienia otoczenia. Typową cechą komórek tych roślin jest brak centralnie położonej wakuoli. Pomimo zmian zawartości wody nie dochodzi do uszkodzenia ultrastruktury komórki i po okresie suszy organizmy pojkilohydryczne powtórnie wykazują pełną aktywność metaboliczną. Strategię adaptacyjną polegającą na dopuszczeniu wysuszenia organizmu stosują mszaki oraz porosty. Zdolności do przetrwania organizmu po wysuszeniu wykazują także niektóre rośliny nagonasienne i okrytonasienne. Jednak strategia ta jest typowa dla większości ziaren pyłku i nasion.